# Juyand

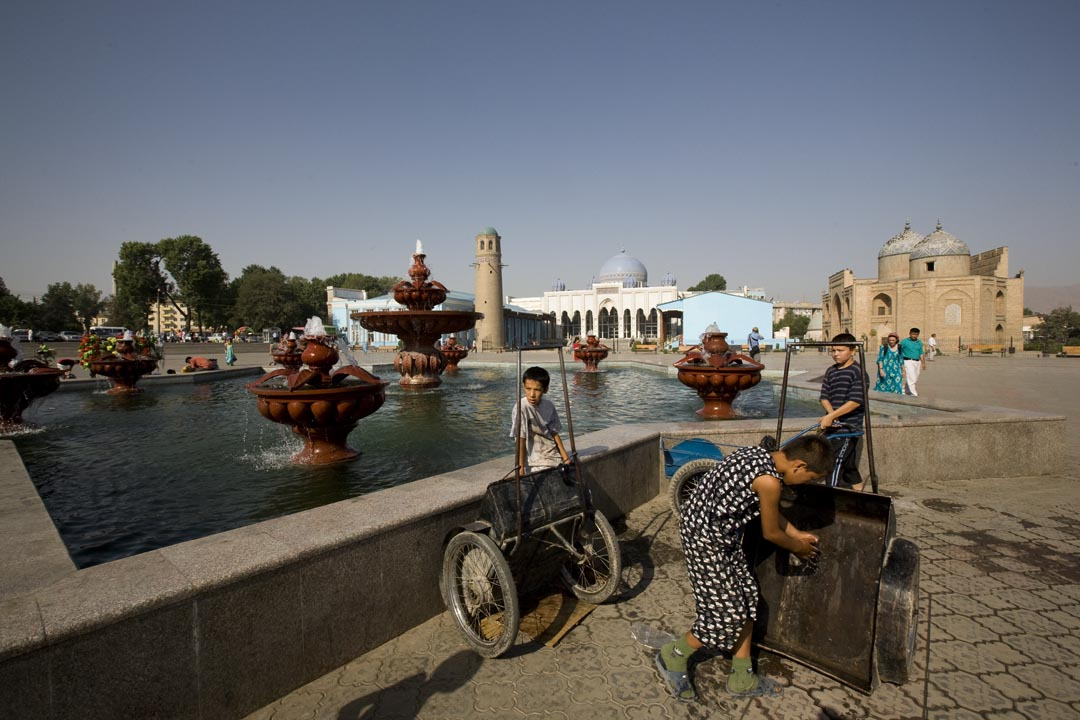
Plaza de Juyand

Juyand (también transliterada como Judzhant, Khodjend, Khujand o Jodzend; en tayiko: Хуҷанд,خجند, en ruso: Худжанд Khudzhand, en griego: Ἀλεξάνδρεια Ἐσχάτη, Alexándreia Escháti, la antigua Alejandría Escate) es la segunda ciudad más poblada de Tayikistán, próxima a las fronteras de Uzbekistán y de Kirguistán. Durante la Unión Soviética fue conocida desde 1936 hasta 1991 como Leninabad (Leninobod, Ленинобод, لنین‌آباد). Está situada al sur del río Sir Daria, en la entrada del valle de Ferganá. Es la capital de la provincia de Sughd. Su población aproximada es de 198 700 habitantes y se encuentra a 321 m s. n. m. La población de su aglomeración urbana llega a los 944 700 hab. (2022)

## Historia
Según algunos historiadores, la ciudad fue fundada por Alejandro Magno que la llamó Alejandría Escate, "Alejandría última". No existen, sin embargo, pruebas arqueológicas que demuestren esta afirmación. Durante gran parte de su historia Juyand, al igual que el resto de Asia central, formó parte del Imperio persa. Algunos poetas y científicos persas reconocidos nacieron en la ciudad.
Durante el siglo VIII, Juyand fue arrasada por los árabes. Durante el siguiente siglo, ofreció una fuerte resistencia ante los ataques de las hordas mongoles. En 1866, Asia central fue ocupada por las tropas rusas.
Entre 1924 y 1929 la ciudad formó parte de Uzbekistán. Fue renombrada como Leninabad el 27 de octubre de 1939; en 1992, tras la disolución de la Unión Soviética, recuperó su nombre original.

## Clima
Juyand tiene un clima desértico (clasificación climática de Köppen: BWk) con largos y calurosos veranos, y suaves inviernos.
| Parámetros climáticos promedio de Khodjent     | Parámetros climáticos promedio de Khodjent | Parámetros climáticos promedio de Khodjent | Parámetros climáticos promedio de Khodjent | Parámetros climáticos promedio de Khodjent | Parámetros climáticos promedio de Khodjent | Parámetros climáticos promedio de Khodjent | Parámetros climáticos promedio de Khodjent | Parámetros climáticos promedio de Khodjent | Parámetros climáticos promedio de Khodjent | Parámetros climáticos promedio de Khodjent | Parámetros climáticos promedio de Khodjent | Parámetros climáticos promedio de Khodjent | Parámetros climáticos promedio de Khodjent |
| Mes                                            | Ene.                                       | Feb.                                       | Mar.                                       | Abr.                                       | May.                                       | Jun.                                       | Jul.                                       | Ago.                                       | Sep.                                       | Oct.                                       | Nov.                                       | Dic.                                       | Anual                                      |
| ---------------------------------------------- | ------------------------------------------ | ------------------------------------------ | ------------------------------------------ | ------------------------------------------ | ------------------------------------------ | ------------------------------------------ | ------------------------------------------ | ------------------------------------------ | ------------------------------------------ | ------------------------------------------ | ------------------------------------------ | ------------------------------------------ | ------------------------------------------ |
| Temp. máx. media (°C)                          | 3.5                                        | 6.2                                        | 13.8                                       | 21.9                                       | 28.6                                       | 34.2                                       | 35.5                                       | 32.4                                       | 28.8                                       | 20.6                                       | 12.3                                       | 5.6                                        | 20.3                                       |
| Temp. mín. media (°C)                          | -3.2                                       | -1.8                                       | 4.2                                        | 10.7                                       | 15.5                                       | 19.6                                       | 21.2                                       | 18.8                                       | 13.6                                       | 8.1                                        | 3.4                                        | -0.5                                       | 9.1                                        |
| Precipitación total (mm)                       | 15.1                                       | 15.4                                       | 24.9                                       | 26.8                                       | 20.1                                       | 8.6                                        | 3.9                                        | 1.2                                        | 3.2                                        | 14.9                                       | 15.7                                       | 17.3                                       | 167.1                                      |
| Días de precipitaciones (≥ 1 mm)               | 11.4                                       | 11.0                                       | 12.7                                       | 12.6                                       | 12.0                                       | 6.3                                        | 4.1                                        | 2.6                                        | 3.2                                        | 6.8                                        | 7.4                                        | 10.4                                       | 100.5                                      |
| Horas de sol                                   | 124.0                                      | 127.1                                      | 167.4                                      | 210.0                                      | 294.5                                      | 357.0                                      | 381.3                                      | 359.6                                      | 300.0                                      | 223.2                                      | 156.0                                      | 102.3                                      | 2802.4                                     |
| Fuente: World Meteorological Organisation (UN) |                                            |                                            |                                            |                                            |                                            |                                            |                                            |                                            |                                            |                                            |                                            |                                            |                                            |